# 응옥코아 공녀
응옥코아 공녀(Công nữ Ngọc Khoa, 생몰년 미상)은 베트남 응우옌 왕조의 황녀이다. 응우옌푹응우옌의 제3번째 딸이다.